# Al Harris
(en) Statistiques sur pro-football-reference
Alshinard « Al » Harris (né le 7 décembre 1974 à Pompano Beach) est un joueur américain de football américain. Il joue actuellement avec les Rams de Saint-Louis.

## Carrière

### Université
Après avoir reçu son diplôme au lycée, Harris entre à la Trinity Valley Community College de Athens au Texas. Après avoir fait deux saisons prolifiques avec l'équipe de l'université, il est transféré à l'université Texas A&M de Kingsville où il figure dans l'équipe de la saison 1996 de la conférence.

### Professionnel
Harris est sélectionné lors du draft de 1997 par les Buccaneers de Tampa Bay au sixième tour au 169e choix. Malgré cela, il n'est pas gardé par la franchise de Tampa Bay qui le libère lors de la pré-saison 1997. Il passe la saison 1997 comme agent libre et signe le 31 août 1998 avec les Eagles de Philadelphie. Une semaine après sa signature, il fait ses débuts en NFL en entrant à la place de Bobby Taylor, blessé, contre les Seahawks de Seattle. Lors de cette saison 1998, il commence sept matchs mais joue l'ensemble des matchs de la saison régulière.
La deuxième saison d'Harris lui permet de montrer l'étendue de son talent, il intercepte quatre passes et marque un touchdown sur un retour d'interception de 84 yards. Il signe une prolongation de contrat de quatre ans avec les Eagles mais est échangé avant le draft de 2002 contre le deuxième choix de ce draft des Packers de Green Bay. En 2003, Harris franchit un cap en devenant le cornerback titulaire, commençant l'ensemble des matchs de la saison pour Green Bay, marquant un touchdown. Lors des play-offs de 2003, Harris intercepte une balle de Matt Hasselbeck, parcourant 52 yards et marquant un touchdown dans le overtime (période du match après que le match se clôture par un match nul ; le premier qui marque l'emporte) alors que la période venait de débuter depuis trente-cinq secondes.
Les saisons 2005 et 2006 sont correctes pour Harris qui plaque à trois reprises le quarterback et intercepte à trois reprises en 2005.
Le 13 février 2007, Harris signe une prolongation de contrat de deux ans avec les Packers. Il joue par la même occasion le Pro Bowl 2007. L'année suivante, il joue son deuxième Pro Bowl avec ses coéquipiers Chad Clifton, Donald Driver et Aaron Kampman et son entraineur Mike McCarthy. Lors de la saison 2008, il subit une rupture de la rate après un choc avec son équipier A. J. Hawk contre les Cowboys de Dallas mais revient le 2 novembre 2008 contre les Titans du Tennessee.
Le 22 novembre 2009, il subit une grave blessure contre les 49ers de San Francisco au Lambeau Field. Il tacle le wide receiver Michael Crabtree mais en tombant, il se déchire le ligament croisé antérieur, le tractus ilio-tibial (ancienne bandelette de Maissiat), le ligament collatéral fibulaire et les ischio-jambiers latéraux. Cette blessure contrarie la suite de sa carrière. Huit jours plus tard, son genou est reconstruit et il travaille à la rééducation de son genou. Il revient au début de la saison 2010 mais est mis sur la liste des joueurs physiquement incapables de jouer. Le 8 novembre 2010, il est remercié par les Packers de Green Bay. Il subit une traversée du désert pendant un an, faisant de lui un agent libre.
Néanmoins, il attire l'intérêt des Vikings du Minnesota, des Lions de Detroit et des Texans de Houston mais il signe finalement un contrat d'un an avec les Dolphins de Miami le 10 novembre 2010. Lors de la saison 2010, il joue trois matchs avant de se blesser à la cuisse et de ne plus jouer de la saison.
Le 29 juillet 2011, il signe avec les Rams de Saint-Louis.